# Uroš Zupan
Uroš Zupan (* 25. August 1963 in Trbovlje) ist ein slowenischer Lyriker, Essayist und Übersetzer.

## Leben und Werk
Zupan studierte nach seinem Schulabschluss in Trbovlje Vergleichende Literaturwissenschaft an der Philosophischen Fakultät der Universität Ljubljana. Heute lebt er als freischaffender Autor und Übersetzer aus dem Englischen und Serbokroatischen in Ljubljana.
Im Rahmen seiner Übersetzungstätigkeit übersetzte er u. a. Werke von Pavle Goranović, Abdulah Sidran, Jehuda Amichai, John Ashbery und Billy Collins ins Slowenische. Zudem schreibt er Beiträge für die Samstagsbeilage der slowenischen Tageszeitung Dnevnik.
Zupans Gedichte wurden ins Deutsche, Kroatische, Polnische, Englische, Spanische und Französische übersetzt. Die deutschen Übersetzungen stammen zum Großteil von Fabjan Hafner. Zupans Essaysammlung Sto romanov in nekaj komadov („Hundert Romane und einige Lieder“) wurde im Slowenischen auch in Brailleschrift gedruckt. Zupan zählt zu den bedeutendsten slowenischen Dichtern seiner Generation und wird oft in einer Reihe mit Tomaž Šalamun und Aleš Šteger genannt. In seiner Lyrik bevorzugt er den freien Vers und schreibt vorwiegend längere Gedichte. Sowohl Zupans Lyrik als auch seine Essayistik werden durch seine Vorliebe für die Musik beeinflusst. Seine Veröffentlichungen umfassen bisher (Stand April 2021) vierzehn Gedichtbände sowie elf Essaysammlungen.

## Preise und Auszeichnungen
Für seine Werke erhielt Zupan eine Reihe nationaler und internationaler Auszeichnungen. In Slowenien erhielt Zupan den Preis für das beste literarische Debüt (1991), den Zlata ptica-Preis (1991), den Preis der Prešeren Stiftung (1996) für seine Gedichtsammlung Odpiranje delte (Das Öffnen des Deltas, 1995), den Jenko-Preis (2000), den Župančič-Preis (2003) und die Tončka Čeč-Plakette (1998). Auf internationalem Boden wurden ihm der Preis Majska rukovanja (Podgorica, 1990), das Hermann-Lenz-Stipendium (Langenburg, Deutschland, 1999), der Hubert-Burda Preis für junge osteuropäische Lyrik (Langenburg, 1999) und der Preis Premio della VI Edizione del Festival Internazionale di Poesie (Genua, Italien, 2000) zuteil. Die Übersetzung seiner Gedichtsammlung Počasna plovba (2014, „Langsame Schifffahrt“) ins Polnische wurde 2016 mit dem Wisława Szymborska-Preis ausgezeichnet. 2019 erhielt er im Rahmen des Lirikonfests in Velenje die Auszeichnung Velenjica – čaša nesmrtnosti für sein herausragendes Lyrik-Opus des vergangenen Jahrzehnts.  Neben den erhaltenen Auszeichnungen kann Zupan noch zahlreiche weitere Nominierungen verzeichnen, zuletzt mit seiner 2020 erschienene Gedichtsammlung Sanjska knjiga („Traumbuch“) für den Jenko-Preis.

## Werke

### Lyrik
- Sutre. 1991. Ljubljana: Aleph.
- Reka. 1993. Ljubljana: Državna založba Slovenije.
- Odpiranje delte. 1995. Ljubljana: Mihelač.
- Nasledsvto. 1998. Ljubljana: Študentska založba.
- Drevo in vrabec. 1999. Ljubljana: Literarno-umetniško društvo Literatura.
- Nafta. 2002. Ljubljana: Cankarjeva založba.
- Lokomotive. 2004. Ljubljana: Študentska založba.
- Jesensko listje. 2006. Ljubljana: Literarno-umetniško društvo Literatura.
- Copati za hojo po Kitajski. 2008. Ljubljana: Literarno-umetniško društvo Literatura.
- Oblika raja. 2011. Ljubljana: Cankarjeva založba.
- Počasna plovba. Nove, izbrane in popravljene pesmi. 2014. Ljubljana: LUD Literatura.
- Avtomobilzki bluz. 2016. Ljubljana: Cankarjeva založba.
- S prsti premikamo topel zrak. 2018. Ljubljana: Cankarjeva založba.
- Sanjska knjiga. 2020. Ljubljana: Cankarjeva založba.

### Essayistik
- Svetloba znotraj pomaranče. 1996. Ljubljana: Literarno-umetniško društvo Literatura.
- Pesem ostaja ista. Življenje v glasbi. 2000. Maribor: Obzorja.
- Pešec. Eseji. 2003. Ljubljana: Študentska založba.
- Čitanka Panini. 2007. Ljubljana: Mladinska knjiga.
- Rilke proti Novim fosilom. 2009. Ljubljana: Študentska založba.
- Visoko poletje na provincialnih bazenih. 2012. Ljubljana: Lud Šerpa.
- Opičje žleze, telefoni in nesmrtnost. 2013. Ljubljana: LUD Literatura.
- Sto romanov in nekaj komadov. 2014. Ljubljana: Cankarjeva založba.
- Sedeti v temi. 2017. Ljubljana: Mladinska knjiga.
- Ene in drugi. 2018. Ljubljana: Literarno-umetniško društvo Literatura.
- Arheologija sedanjosti. Eseji o knjigah, književnosti in še čem. 2020. Ljubljana: KUD Sodobnost International.

### Deutsche Übersetzungen
- Beim Verlassen des Hauses, in dem wir uns liebten. Gedichte. Übersetzt von Fabjan Hafner. 2000. Salzburg, Wien: Residenz.
- Beim Verlassen des Hauses, in dem wir uns liebten. Übersetzt von Fabjan Hafner. 2005. Wien: Korrespondenzen.
- Immer bleibt das Andere. Gedichte. Übersetzt von Fabjan Hafner. 2008. München: Edition Lyrik Kabinett bei Hanser. ISBN 978-3-446-23007-1
- Gedichte. Übersetzt von Klaus Detlef Olof. 1995. In: Milandinović Zalaznik, Mira [Hg.]: Begegnungen. Ljubljana: Nova Revija, S. 146–150.
- Mittag in Breda u. a. Übersetzt von Fabjan Hafner. In: manuskripte 39, März 1999/143, S. 68–80.
- Aus dem Wasser. Gedichte. Übersetzt von Fabjan Hafner. In: manuskripte 39, September 1999/145, S. 133–139.
- 3 Gedichte. Übersetzt von Fabjan Hafner. 1999. In: kolik 1999/9, S. 35–40.
- Zapuščanje hiše, v kateri sva se ljubila. Das Verlassen des Hauses, in dem wir beide uns liebten. L'abbandono della casa in cui ci siamo amati. Übersetzt von Jozej Strutz und Michele Obit. 2000. In: Strutz, Jozej; Rustja, Peter [Hg.]: Literatura brez mejá. Ohne Grenzen. Senza confini. Literatura iz prostora Alpe-Jadran. Literatur aus dem Alpen-Adria Raum. Letteratura della regione Alpe-Adria. Klagenfurt. Ljubljana, Wien: Mohorjeva/Hermagoras, S. 292–296.
- Dezemberskizzen u. a. Übersetzt von Fabjan Hafner. In: manuskripte 40, November 2000/150, S. 234–240.
- Beim Verlassen des Hauses, in dem wir uns liebten. Übersetzt von Fabjan Hafner. In: Die Brücke 2000, März/4, S. 20–24.
- Die Grenze – Formen der Überschreitung und das Gehen im Wind. Die Poetik der Grenze (12. Teil). Übersetzt von Fabjan Hafner. 2001. In: Lichtungen 22/86: S. 129–134.
- Die Grenze – Formen der Überschreitung und das Gehen im Wind. Übersetzt von Fabjan Hafner. In: Karahasan, Dževad [Hg.]: Poetik der Grenze. Über die Grenzen sprechen. Graz: Steirische Verlagsgesellschaft: S. 180–188.
- Herbstlaub. Übersetzt von Fabjan Hafner. 2004. In: manuskripte 44, September 2004/165, S. 104–110.
- Keine Ahnung. (Das ist kein Gedichttitel). Übersetzt von Fabjan Hafner. 2006. In: manuskripte 46, Oktober 2006/173, S. 103–111.
- Brief. Übersetzt von Fabjan Hafner. 2006. In: Salz 32/II/126, S. 24–25.
- Immer bleibt das Andere. Edition Lyrik Kabinett. Übersetzt von Fabjan Hafner, Carl Hanser Verlag München 2008.
- Immer bleibt das Andere. Die sichtbare Welt. Schlappen zum Wandern durch China. Von der Soap zum Melodram. Übersetzt von Fabjan Hafner. 2007. In: Rp./Lirikon21. Revija za poezijo XXI, st. 2–4/14/15/16, S. 113–118.
- Rumeno / Gelb. Nenadoma, neko pomlad / Unverhofft, im Frühjahr. Übersetzt von Fabjan Hafner. 2010. In: Amann, Klaus; Moser, Doris [Hg.]: Literatur/a. Jahrbuch 2009/10. Klagenfurt: Robert-Musil-Institut für Literaturforschung der Universität Klagenfurt/Kärntner Literaturarchiv, S. 74–81.
- Kraniche. Übersetzt von Fabjan Hafner. In: manuskripte 2010, 189–190. S. 671–672.
- Das Gewebe meiner Stellen. Übersetzt von Fabjan Hafner. 2012. In: Amann, Klaus; Hafner, Fabjan; Moser, Doris [Hg.]: Literatur/a. Jahrbuch 2011/12. Klagenfurt: Robert-Musil-Institut der Universität Klagenfurt/Kärntner Literaturarchiv, S. 62–64.
- Eine Autofahrt. Übersetzt von Fabjan Hafner. 2013. In: manuskripte 53, Juni 2013/200: S. 366.
- Ein Gefangener im anschwellenden Gewitter der Gegenwart. Übersetzt von Fabjan Hafner. 2015. In: manuskripte 55, September 2015/209: S. 72–80.

### Übersetzungen
- Jehuda Amichai  Ura milosti. Ljubljana: Študentska založba, 1999.
- John Ashbery: Avtoportret v konveksnem ogledalu. Ljubljana: LUD Šerpa, 2004. Zusammen mit Veno Taufer und Primož Čučnik.
- Pavle Goranović: Knjiga prividov. Ljubljana: Vodnikova založba; Sodobnost International, 2006. Zusammen mit Andrej Arko und Jurij Hudolin.
- Billy Collins: Kidanje snega z Budo. Ljubljana: Mladinska knjiga, 2010.
- Aleksandar Ristović: Obiranje jabolk. Izbrane pesmi. Ljubljana: KUD Kentaver, 2016.